# Stazione di Chadwell Heath
La stazione di Chadwell Heath è una stazione ferroviaria della Great Eastern Main Line, situata nel quartiere di Chadwell Heath, al confine tra borgo di Redbridge e quello di Barking e Dagenham.

## Storia
La stazione è stata aperta nel gennaio del 1864, nel luogo precedentemente occupato dalla "Wangey House", uno degli edifici più antichi di Dagenham, databile al 1250.
Questo storico edificio era già stato parzialmente demolito durante la costruzione della linea ferroviaria da parte della compagnia Eastern Counties Railway, negli anni 30 del XIX secolo; la rimanente parte di questo edificio, invece, venne demolito quando la compagnia London & North Eastern Railway potenziò la linea ferroviaria nel 1901.
La stazione di Chadwell Heath era al centro del progetto della "Becontree housing estate railway", nato durante la costruzione del complesso residenziale popolare di Becontree (1926-1933), ovviando alla carenza di trasporti trasversali nell'area di Becontree.
Nell'ambito del Progetto Crossrail, la stazione di Chadwell Heath è stata ristrutturata e ascensori e tornelli sono stati installati.

## Movimento
L'impianto è servito dai treni in servizio sulla Elizabeth Line, gestiti da Transport for London.

## Interscambi
Nelle vicinanze della stazione effettuano fermata alcune linee urbane automobilistiche, gestite da London Buses.
- Fermata autobus

## Galleria d'immagini

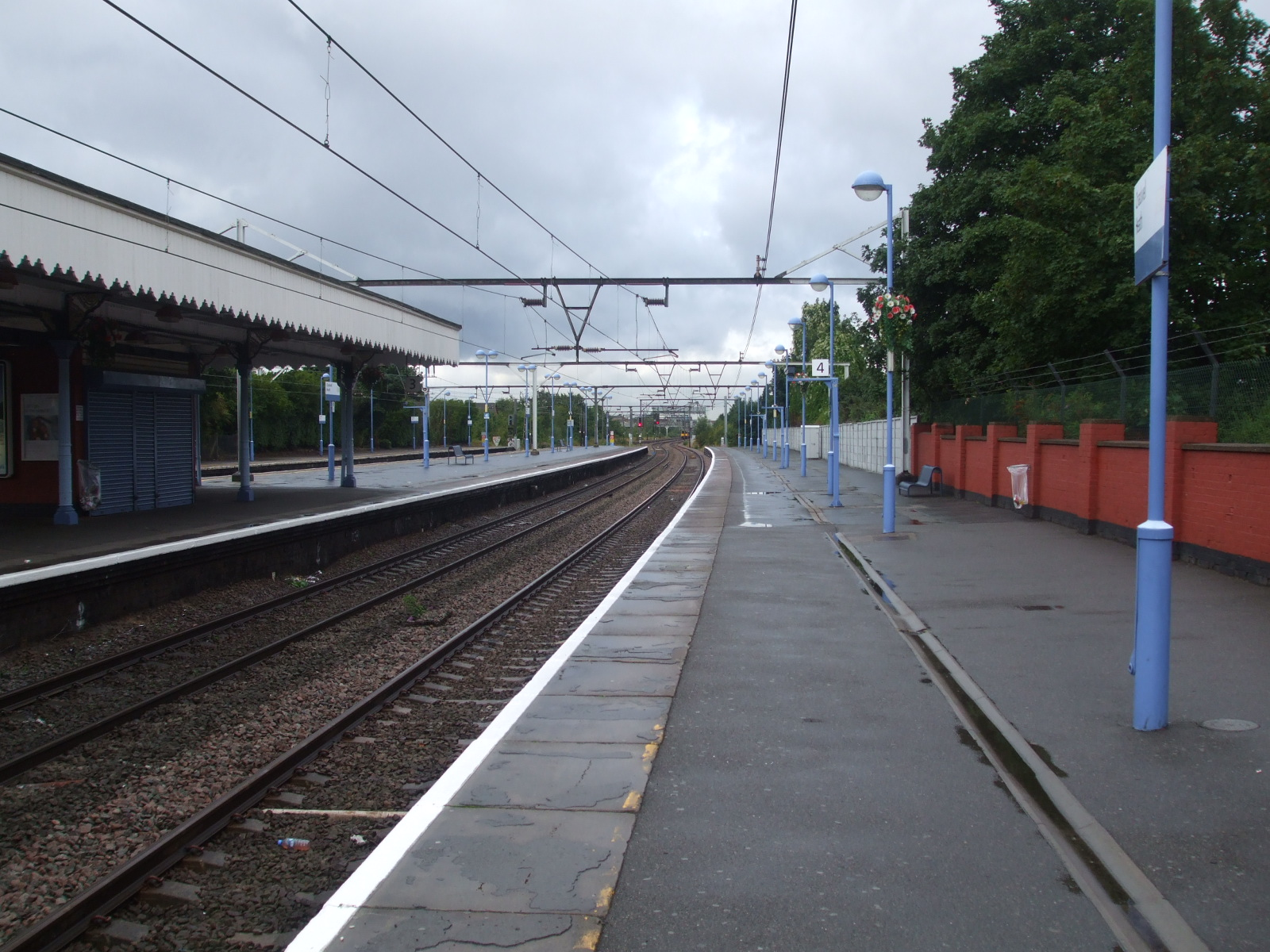
Veduta verso ovest del binario 4 (dedicato ai treni urbani)
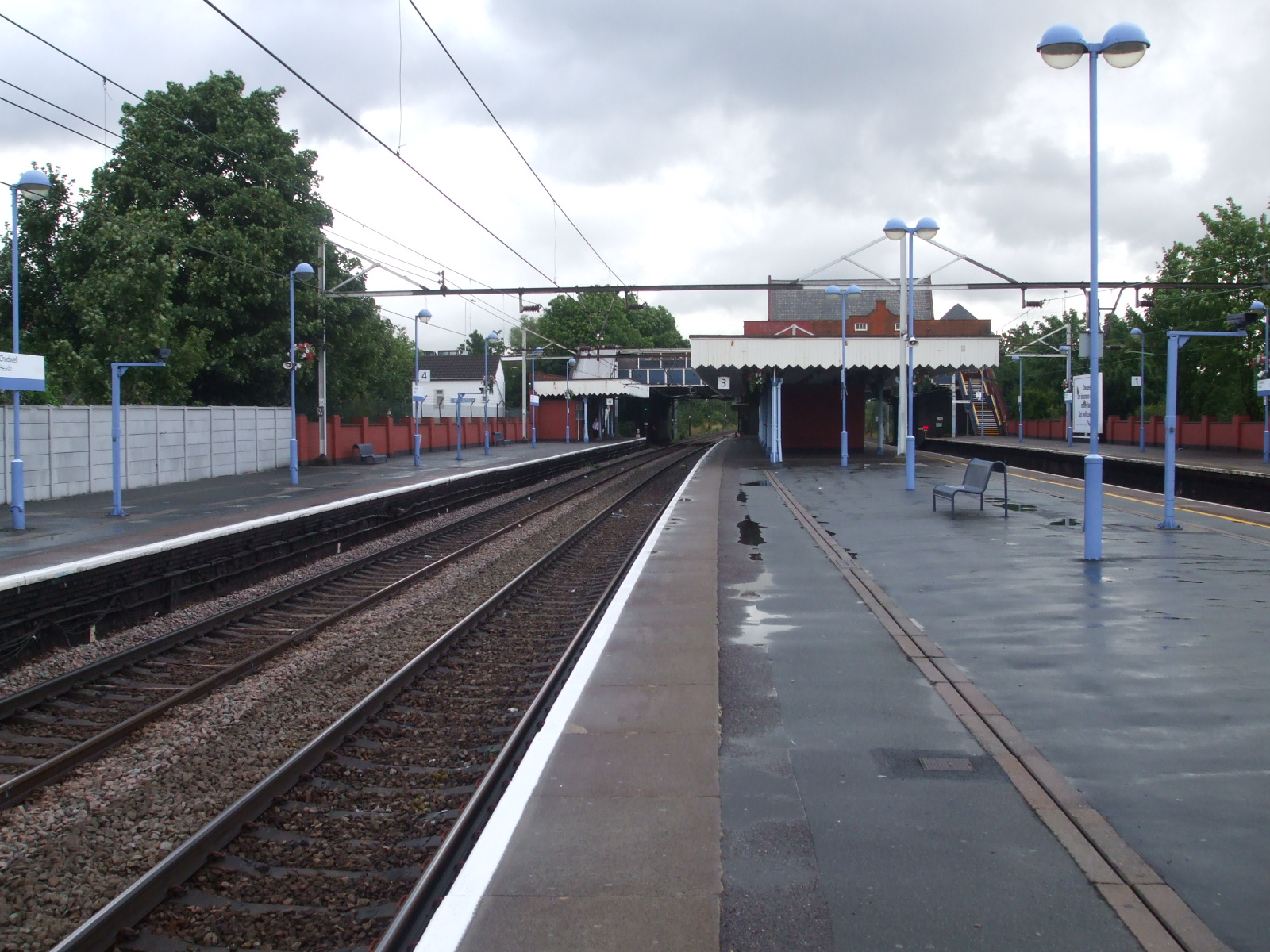
Veduta verso est del binario 3 (dedicato ai treni urbani)